# NGC 1854
NGC 1854 (другие обозначения — NGC 1855, ESO 56-SC72) — рассеянное скопление в созвездии Золотой Рыбы, расположенное в Большом Магеллановом Облаке.
Этот объект занесён в «Новый общий каталог» дважды, с обозначениями NGC 1854 и NGC 1855. Он входит в число перечисленных в оригинальной редакции «Нового общего каталога».
Находится в перемычке Большого Магелланова Облака. Возраст 25 ± 6 млн лет.